# Хорват, Эма
Эма Хорват (англ. Ema H. Horvath; род. 28 января 1994) — американская актриса словацкого происхождения. Училась в школе искусств Interlochen Academy, а затем на факультете драматического искусства Гарварда. В 2017 году дебютировала в кино с главной ролью в фильме «Лайкай. Делись. Смотри». В 2019 году сыграла главную роль в фильме ужасов «Виселица 2», в 2020 появилась в сериале «Не копайся в себе».
В 2022 году вышел сериал «Властелин колец: Кольца власти» по мотивам произведений Дж. Р. Р. Толкина, в котором Эма сыграла роль Эариен, дочери Элендиля и сестры Исильдура.

## Фильмография
| Год  |     | Русское название               | Оригинальное название                     | Роль          |
| ---- | --- | ------------------------------ | ----------------------------------------- | ------------- |
| 2017 | ф   | Лайкай. Делись. Смотри         | Like.Share.Follow.                        | Шелл          |
| 2019 | ф   | Виселица 2                     | The Gallows Act II                        | Ауна Руе      |
| 2019 | кор | Двести пятый                   | The Two Hundred Fifth                     | Максин Ларет  |
| 2019 | ф   | Погребальные байки             | The Mortuary Collection                   | Сандра        |
| 2020 | с   | Не копайся в себе              | Don't Look Deeper                         | Дженни        |
| 2020 | ф   | Что скрывает вода              | What Lies Below                           | Либерти Уэллс |
| 2022 | с   | Властелин колец: Кольца власти | The Lord of the Rings: The Rings of Power | Эариен        |
| 2022 | ф   | Кто вы, люди?                  | Who Are You People                        | Алекс         |
| 2024 | ф   | Незнакомцы: Начало             | The Strangers: Chapter 1                  | Шелли         |